# 六苯并蒄
六苯并蒄（英語：Hexabenzocoronene），是由蒄与六个苯环稠合组成的化合物，通常指分子式为C42H18的六苯并[bc,ef,hi,kl,no,qr]蒄，另一种高对称性的异构体为分子式C48H24的六苯并[a,d,g,j,m,p]蒄。通过原子力显微镜对六苯并蒄成像，首次验证了多环芳烃不同碳碳键键级与键长的差异。

## 合成
六苯并蒄是目前在有机材料中应用十分广泛的一个中间体。可以利用二苯乙炔与2,3,4,5-四苯基环戊二烯酮的狄尔斯–阿尔德反应和随后发生的逆狄尔斯–阿尔德反应脱羰基生成六苯基苯，此化合物经FeCl3氧化即可生成六苯并蒄及其衍生物。

## 应用
两亲性的六苯并蒄衍生物能自组装成柱状相，形成纵横比大于1000、高电导率的纳米管，是理想的电载流子传输材料，可用于制备光电器件。